# Titibauria
Titibauria ist eine osttimoresische Aldeia im Suco Fatubessi (Verwaltungsamt Maubisse, Gemeinde Ainaro). 2015 lebten in der Aldeia 42 Menschen.

## Geographie
Titibauria liegt im Westen des Sucos Fatubessi. Südlich befindet sich die Aldeia Tutu-Fili, östlich die Aldeia Hohulo und nördlich die Aldeia Caitara. Im Westen grenzt Titibauria an das Verwaltungsamt Aileu (Gemeinde Aileu) mit seinem Suco Lequitura. Das Zentrum der Aldeia durchquert eine Straße. An ihr liegen verstreut die Häuser des Dorfes Titibauria.